# あしたも♥ともだち
「あしたも♥ともだち」は、日本の女性シンガーソングライターである西脇唯がメジャーデビュー前ににしわきゆい名義で発表したシングルである。1992年10月21日に発売された。

## 概要
表題曲「あしたも♥ともだち」は、テレビ朝日系アニメ『ドラえもん』の5代目エンディングテーマ（1992年10月9日から1995年4月7日まで）に起用された。
「あしたも♥ともだち」は2021年現在、幼稚園児の卒園式や発表会で歌われることがある。『PriPri』2014年1月号の卒園ソング特集にて同曲の楽譜が掲載された。

## 同名異曲
- 『はっけん たいけん だいすき! しまじろう』挿入歌の「あしたも ともだち」（作詞：多田慎也、作曲：中村暢之、歌：武藤歌奈子、杉並児童合唱団）は、本項の楽曲とは同名異曲である。

## 収録曲
1. あしたも♥ともだち
作詞・作曲 : 西脇唯、編曲 : 飛澤宏元
2. ドラえもんのうた
作詞 : 楠部工、作曲・編曲 : 菊池俊輔、歌 : 山野さと子、大山のぶ代
3. あしたも♥ともだち（オリジナル・カラオケ）
4. ドラえもんのうた（オリジナル・カラオケ）

## 収録されているアルバム
西脇唯のアルバムには収録されていないが、『ドラえもん』の主題歌を収録したコンピレーション・アルバムには収録されている。